# Бондаренко, Дмитрий Никифорович
Дмитрий Никифорович Бондаренко (1921—1997) — командир отделения 1336-го стрелкового полка (319-я стрелковая дивизия, 22-я армия, 2-й Прибалтийский фронт)

## Биография
Дмитрий Никифорович Бондаренко родился в крестьянской семье в селе Верхняя Шетуха Уссурийского округа Приморской области Дальневосточной республики (в настоящее время село Хвищанка Кировского района Приморского края). В 1939 году окончил 7 классов школы. Работал десятником в леспромхозе.
В ноябре 1941 года Кировским райвоенкоматом Уссурийского края был призван в ряды Красной армии. С декабря 1941 года на фронтах Великой Отечественной войны.
Приказом по 1336 стрелковому полку от 22 февраля 1944 года за мужество и героизм в боях с немецко-фашистскими захватчиками ефрейтор Бондаренко был награждён медалью «За отвагу».
20 января 1944 года ефрейтор Бондаренко, работая наводчиком 82-мм миномёта, в бою за безымянную высоту в Новосокольническом районе Псковской области вёл огонь по позициям противника. Снарядом, разорвавшимся на огневой позиции, его завалило землей и контузило. Контуженый и с плохо работающей рукой, поля боя не покинул, а превозмогая боль, продолжал вести огонь по противнику, уничтожив до 50 солдат противника и подавив 2 огневые точки. Приказом по 319-й стрелковой дивизии от 18 марта 1944 года он был награждён орденом Славы 3-й степени.
7—8 июля 1944 года во время наступления в Белоруссии в районе населённого пункта Россоны в Витебской области младший сержант Бондаренко в первых рядах форсировал реку Нещерда и первым ворвался в траншеи противника, забросал гранатами огневую точку противника. В этом бою он уничтожил 6 солдат противника. Участвовал в отражении 7 контратак противника. Увидев, что пулемётчик тяжело ранен, сам лёг за пулемёт и, подпустив противника 75—100 метров, открывал по нему губительный огонь. В этом бою уничтожил около 10 солдат. Приказом по 22-й армии от 25 августа 1944 года он был награждён орденом Славы 2-й степени.
Командир отделения младший сержант Бондаренко 8 августа 1944 года за город Крустпилс (в настоящее время в черте города Екабпилс) в Латвии одним из первых ворвался в город. Наткнувшись на огонь из пулемёта, Бондаренко прополз в тыл дома, в котором засел пулемётчик и двумя гранатами уничтожил расчёт вместе с пулемётом. Бондаренко со своими бойцами стремительно бросился к мосту, по которому в панике отступали войска противника. При приближении наступающих войск, противник взорвал мост с остатками своих войск; вместе с взорванным мостом в реку рухнули 40 солдат противника. 10 августа 1944 года Бондаренко организовал строительство переправочных средств для форсирования реки Айвиексте, которая в этом месте имела ширину 70 метров и глубину до 3,5 метров. Противник с противоположного вёл обстрел артиллерией и пулемётами. Бондаренко переплыл реку, скрытно подобрался к станковому пулемёту и броском гранаты уничтожил пулемётчика. Из захваченного пулемёта открыл огонь по солдатам противника, обеспечив правому флангу батальона большую безопасность. Противник предпринял 8 контратак на позицию Бондаренко, но он продолжал удерживать её и уничтожил до 40 солдат противника, при том, что был дважды ранен в левое плечо и ногу. От отправки в санчасть отказался и покинул поле боя, когда все контратаки отбиты и батальон закрепился на захваченных позициях. Был представлен к званию Героя Советского Союза. Приказом по 2-му Прибалтийскому фронту от 5 октября 1944 года он был повторно награждён орденом Славы 2-й степени. Указом Президиума Верховного Совета СССР от 27 февраля 1958 года приказ был отменён и он был награждён орденом Славы 1-й степени.
Бондаренко продолжал службу уже в органах госбезопасности. В 1963 году ему было присвоено звание старшего лейтенанта, в 1965 году он ушёл в запас.
Жил во Владивостоке. В 1985 году в ознаменование 40-летия Победы он был награждён орденом Отечественной войны 1-й степени. 9 мая 1985 года он принял участие в Параде Победы.
Скончался Дмитрий Никифорович Бондаренко 13 марта 1997 года.

## Память
- Похоронен на Морском кладбище Владивостока.